# ラ・テムペスタッド
『ラ・テムペスタッド』（スペイン語: La tempestad）は、メキシコのテレビドラマ。カナル・デ・ラス・エストレージャスで2013年5月13日から10月27日まで放送された。

## 登場人物
ダミアン・ファブレ / ミシェル・ファブレ
演：ウィリアム・レヴィ
マリーナ・リベルテ / マグダレナ・リベルテ
演：ヒメナ・ナバレテ